# Phrudophleps violata
Phrudophleps violata là một loài bướm đêm trong họ Geometridae.